# Dieter Knall
Dieter Knall (n. 24 august 1930, Brașov, România – d. 21 septembrie 2019) a fost un teolog evanghelic-luteran. Între 1983-1995 a fost episcop al Bisericii Evanghelice din Austria.
Dieter Knall a fost membru al conducerii Consiliului Mondial al Bisericilor. 

## Scrieri
- Reformatorische Kirchen in der SFR Jugoslawien. Zollikon 1981, ISBN 3-85710-007-9.
- Auf den Spuren einer Kirche: Evangelisches Leben in Österreich. Evangelischer Presseverband in Österreich, Wien 1987.
- Aus der Heimat gedrängt: Letzte Zwangsumsiedlungen steirischer Protestanten nach Siebenbürgen unter Maria Theresia. Historische Landeskommission für Steiermark, Graz 2002, ISBN 3-901251-25-1.
- Erinnerungen: Transilvania me genuit – Austria me recepit. Biographische Notizen. Evangelischer Presseverband in Österreich, Wien 2008, ISBN 978-3-85073-309-0.